# 즈나멘스코예

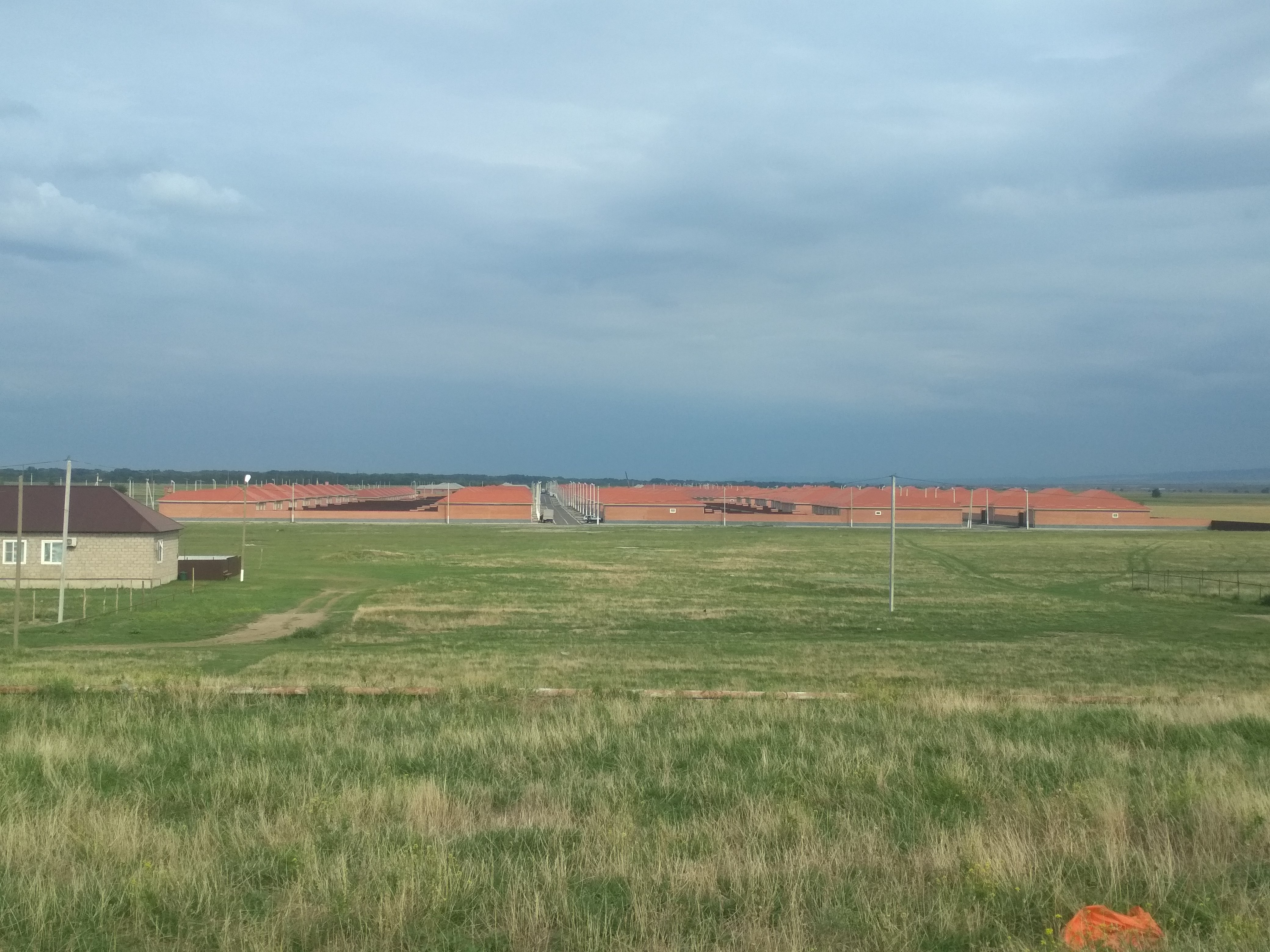

즈나멘스코예(러시아어: Знаменское, 체첸어: Знаменское)는 체첸 공화국 북쪽에 있는 도시이다.  2003년 5월 12일에는 트럭 폭탄 테러로 인해 중심지의 건물이 부서지고, 59명의 사람들이 사망했다.